# Dommelbeemden en Moerkuilen

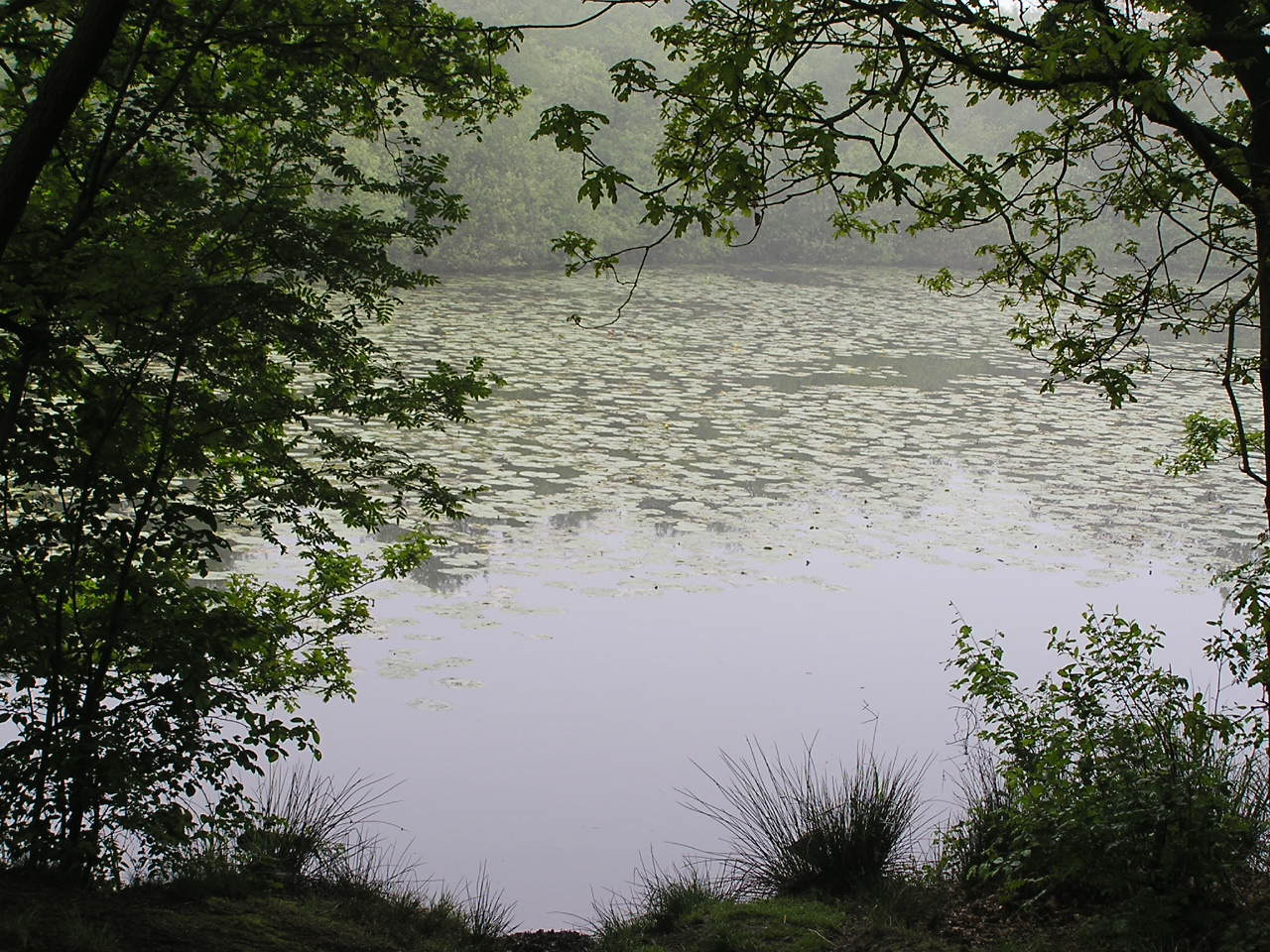
De Moerkuilen

Dommelbeemden en Moerkuilen is een natuurreservaat van Staatsbosbeheer in de Nederlandse provincie Noord-Brabant aan een bocht van het Dommeldal ten noordoosten van Nijnsel bij Sint-Oedenrode. Het ligt aan de Lieshoutsedijk, niet ver van de snelweg A50. Het beschermde gebied meet ruim 100 hectare.

## Dommelbeemden
De Dommelbeemden bestaan uit soortenrijke schrale hooilanden met knotwilgen en onder andere ratelaars en orchideeën. een oude dichtgroeiende meander van de Dommel met veel waterlelies. Op een hoger gedeelte dat deel uitmaakt van de Midden-Brabantse dekzandrug zijn van oudsher bolakkers gelegen.

## Moerkuilen
De Moerkuilen grenst aan de Dommelbeemden. Het is een veenplas in het Dommeldal met onder andere waterlelies, fonteinkruiden, slangenwortel en zeggensoorten. De plas is ontstaan in een laagte met veengrond die werd afgegraven voor het winnen van turf. Het riviertje de Dommel stoomde er langs een hoger gelegen plateau, hiervan resteert nog een markante steilrand. Rond de visrijke veenplas die veel vogels trekt is een broekbos ontstaan dat wordt begrensd door begroeide rivierduintjes. Er is een gevarieerde flora met onder meer hengel en dalkruid.

## Toegankelijkheid
In beide natuurgebieden lopen verschillende voetpaden door soms lastig terrein. Er is een 4,5 km lange gemarkeerde wandelroute. Aan de Lieshoutsedijk is een parkeerplaats met een informatiebord van Staatsbosbeheer over de flora en de fauna.